# 神越将
神越 将（かみこし しょう、2000年10月29日 - ）は、日本の俳優、大阪府出身。

## 略歴
- 15歳で大阪から上京[2]。2016年12月までG=AGEプロモーションに所属し、G-BOY'Sとして活動[3]。
2017年の『フルコンタクト！松風少年院第七分院くすのき寮合唱団』に出演し俳優として初舞台を踏む[2]。
2018年2月23日から、『アイ★チュウ ザ・ステージ』に桃井恭介役で出演[4]。同月26日からトキエンタテインメントに所属する[5]。
2021年9月から『Paradox Live on Stage』に円山玲央役で出演[6]。同年、RAP iDOL PROJECTを開始し、ライブを開催している[7][8][9]。
2024年1月末にトキエンタテインメントを退所[10]。舞台を中心にフリーで活動。

## 出演

### 舞台
2017年
- フルコンタクト！松風少年院第七分院くすのき寮合唱団（5月）
- ある苅屋くんの人生（6月）
- 蒼海のティーダ〜Truth〜（8月）
- MARKER LIGHT-BLUE Crimson（11月）

2018年
- アイ★チュウ ザ・ステージ〜Stairway to Etoile 2018〜（2月） - 桃井恭介 役
- 神様と過ごした10日間 2018（3月） - 新堂草太 役
- UZR二回本公演『雨宿りにコーヒーを』（6月） - 蓮 役
- Live!! アイ★チュウ ザ・ステージ〜les quatre saisons〜（7月） - 桃井恭介 役
- スターダスト・インフェルノ-Destroy the earth-（8月） - リオ 役
- 夏の夜の夢（9月） - フルート 役、他
- アイ★チュウ ザ・ステージ 1st Fan Meeting（12月）

2019年
- 舞台劇『からくりサーカス』（1月）
- ガラスの仮面 愛のメソッド（3月）
- Septet Chords  - 八代慧 役
- MEMORY BOYS〜想い出を売る店〜（6月 - 12月） - ノクターン 役
- 勇者セイヤンの物語（真）（12月）

2020年
- Office-9no1-（2月）
- それぞれの為（10月）

2021年
- タンブル・アンヘルズ（2月）
- 魔術士オーフェン はぐれ旅 -The Stage- Ver.2（7月） - ドーチン 役
- Paradox Live on Stage（9月） - 円山玲央 役

2022年
- 戦国送球〜バトルボーイズ（2月）
- 戦国送球〜バトルボーイズ〜第二次真田合戦〜（4月）
- アイ★チュウ ザ・ステージ〜Le musée tricolore〜.（5月） - 桃井恭介 役
- Paradox Live on Stage THE LIVE 〜cozmez ×悪漢奴等〜（7月） - 円山玲央 役
- 朗読会『真夏の怪談』（8月）
- A-カウントダウン-（10月）

2023年
- Paradox Live on Stage vol.2（3月） - 円山玲央 役
- 猫と犬と約束の燈〜2023編〜（4月）
- ボクノロワイヤル〜髪の毛同士の戦闘絵巻〜（6月） - ツムジ 役
- 忍び、恋うつつ 〜猿飛咲助ノ巻〜（7月） - 猿飛咲助 役
- STAGE FES 2023-2024（12月） - 円山玲央 役

2024年
- Paradox Live on Stage THE LIVE 〜All ARTISTS〜（7月） - 円山玲央 役
- Live!!!!!アイ★チュウ Réalisateur de rêve（8月）
- 朗読劇『初等教育ロイヤル』（8月）
- 覇権DO!!〜戦国高校天下布武〜（11月） - ヨーコ 役
- アイ★チュウ ファイナルシーズンVol.1〜La Grande Marche〜（12月） - 桃井恭介 役

2025年
- 迷宮歌劇『続・美少年探偵団』（3月） - 川池湖滝 役

### ネット配信
- 神越将の「今日も愛嬌最強show」（2020年 - 2023年、SHOWROOM）[47]
- 朗読劇『JUSTKEEPGOING』（2020年8月）[48]
- 神越将の「ニコ生はじめました（仮）」（2021年8月 - 2023年11月、ニコニコ生放送）[49][50]

### イベント
- shoぷろぐらむ 〜かわいい祭〜（2020年2月）[51]
- 神越将 20‘sBIRTHDAY EVENT（2021年10月）[52]
- ウォーターランフェスティバル（2021年11月）[53]
- 新年RAP iDOL 神越将 無料トークイベント（2022年1月）[54]
- RAPiDOL 神越将 かわいい祭〜帰ってきた将ぷろぐらむ〜（2021年2月）[55]
- 神越将2023 1ST トークショー（2023年3月）[56]
- ニコメンドッジボールカップ2024（2024年7月）[57]

### ライブ
- RAP iDOL 
  - 神越将 お披露目1stワンマンLIVE‼（2021年12月）[7]
  - 神越将 2nd ワンマンLIVE!!〜ANGELIC〜（2022年4月）[58]
  - 神越将 SUMMER LIVE‼︎（2022年8月）[59]
  - 神越将1周年記念ワンマンLIVE‼︎（2022年12月）[8]
  - 神越将ワンマンLIVE‼︎〜DDD〜（2023年5月）[9]